# Кінгсбрідж (естуарій)
Кінгсбріджський естуарій (або Солкомський естуарій) — естуарій в районі Південний Хемс графства Девон в Англії, що сполучається з водами Англійського каналу коло міста Солком й врізається в суходіл на північ аж до м. Кінгсбрідж. Естуарій славиться серед туристів та яхтсменів. Входить до Південнодевонської Області надзвичайної природної краси.
Даний естуарій є винятковим зразком рії, бо при порівняно великому розмірі живиться лише невеличкими струмками.